# Лівобережна лінія
Лівобере́жна лі́нія — раніше проєктована лінія Київського метрополітену. Розташована у Деснянському, Дніпровському і Дарницькому районах м. Києва. Протяжність першої черги — 4,96 км, 6 станцій. Траса Лівобережної лінії за планом мала пролягати по осі вул. Оноре де Бальзака від вул. Милославської до проспекту Романа Шухевича, вздовж залізниці до Броварського проспекту з підключенням до Святошинсько-Броварської лінії біля ст. «Лівобережна».
У районі лінії розташовані масиви Воскресенський, Райдужний, Лівобережний, промисловий район «Воскресенський», Воскресенські та Русанівські сади, село Троєщина, Вигурівщина-Троєщина (найбільший житловий масив Києва з населенням 240 тисяч осіб). У районі розташовано близько 600 торгових місць.
За останніми планами, будівництво Лівобережної лінії метро не планується. Натомість заплановано спорудження швидкісного трамвая.[джерело?]

## Будівництво
| Дата                  | Пускові об'єкти |
| --------------------- | --- |
| після 2040            | Дільниця від станції «Вулиця Милославська» до станції «Проспект Ватутіна» та відгалуженням на Подільсько-Вигурівську лінію з електродепо «Троєщина». |
| Після 2050 року       | Дільниця від станції «Проспект Ватутіна» до станції «Лівобережна».                                                                                   |
| У далекій перспективі | Планується продовжити Лівобережну лінію до масиву Осокорки.                                                                                          |

## Трасування
Першу чергу лінії планувалось споруджувати наземною, трасою швидкісного трамвая № 2, закритого з 1 січня 2009 року. 2011 року було переглянуто попереднє рішення і заплановано будувати метро під просп. Червоної Калини.
Згідно планів, пересадка на Сирецько-Печерську лінію запланована на станції з проєктною назвою "Проспект Бажана" (підземна, мілкого закладення) на станцію метро Позняки. Для цього конструкція станції Позняки була зроблена двоярусною, а на другому ярусі зроблені портали для запроєктованої пересадки.